# 粘着クリーナー
粘着クリーナーは、1983年にニトムズが開発・販売した手持ち式の清掃用具。

## 開発
開発したニトムズの前身会社である日東電工は、粘着テープの技術で知られ、これを元にしたヒット商品を生み出すべく、開発チームが立ち上げられた。いくつかの試作品を経て1975年、長さ40cmの棒の先に9cm四方の粘着テープをつけたゴキブリ捕獲の商品「ゴキ逮捕!」を開発、大体的に売り出すも、ゴキブリの動きが素早く簡単には捕獲できないこと、家具の隙間などに逃げられると全く手が出せなくなることなどから全く売れず、在庫の山が残った。ある日、開発スタッフが女性社員が粘着テープを丸めて自分の服のゴミ取りをしているのを見て思い立ち、小さなゴミをとる手持ちローラー式のクリーナーを開発することとなった。
開発には5年かかった。和田幸洋によれば、粘着剤の加減に苦労したという。粘着力が強すぎればカーペット自体にくっついて転がらず、弱すぎればゴミがうまくとれない。また、カーペットには凹凸があるため、奥まで入り込んだゴミを取り除けるように粘着面の糊を筋状に塗るなどの多くの工夫がなされた。

## 種類
各メーカーによって様々な種類のものが開発されている。大別すると以下の項目で分けることができる。

### 粘着シートの種類
- テープ式・・・ロール状に巻いてある粘着テープで、ゴミがついて粘着が悪くなればテープを剥がしてまた使用するタイプ。

- 粘着ゲル式・・・ローラー自体に粘着力があるタイプ。ゴミがついて粘着が悪くなればローラーを水洗いして再使用する。洗う手間があるが、使い捨てでないため経済的。

### 用途別の種類
- カーペット用・・・一般的なカーペット用の粘着力が強いタイプ。
- フローリング用・・・フローリングに適したタイプ。カーペット用より粘着力を抑え、粘着クリーナー跡やフローリング剥がれを防止する。
- 衣服用・・・衣服の生地を傷めないよう、さらに粘着力を抑えたタイプ。

### 形状の種類
柄の長さによって、小型のハンディタイプ、立って使用するロングタイプなどに分けることができる。

### その他
その他にも、シートのカッティング形状や収納ケースの形状、デザインなど違いは様々である。

## 名称
一般名称のように「コロコロ」と呼ばれることが多いが、「コロコロ」はニトムズ社の登録商標である。ニトムズも当初は「粘着カーペットクリーナー」の名前で販売していたが、客から「あのコロコロするのは無いのか」との問い合わせが多くあり、わかりやすいため、その名で1987年に商標登録を行った。